# Lymire lacina
Lymire lacina là một loài bướm đêm thuộc phân họ Arctiinae, họ Erebidae.